# 五一五事件

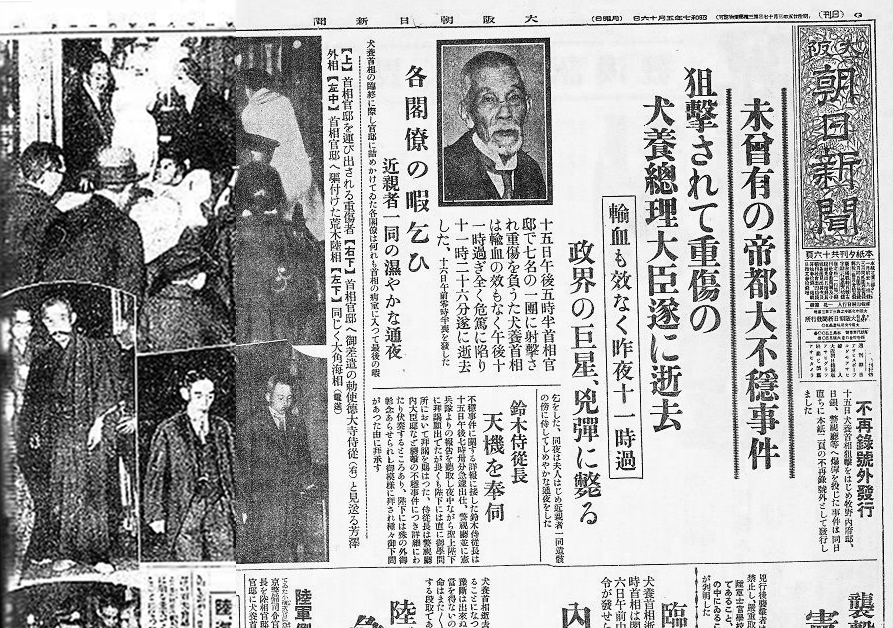
大阪朝日新聞社對5月15日事件的描述和首相犬養毅遭到暗殺的報導

五一五事件是1932年（大日本帝國昭和7年）5月15日以大日本帝國海軍少壯派軍人為首，闖入总理大臣官邸，刺殺了護憲運動領導者、時任內閣總理大臣犬養毅的暴亂事件。

## 背景
五一五事件是發生於1932年（昭和7年）5月15日由日本帝國海軍基層軍官發動的流產政變。同時參與政變者還有日本帝國陸軍候補生與血盟團事件的殘存分子。
在倫敦海軍條約簽署後，日本海軍的規模遭到更進一步的限制，引起基層官兵的不滿，興起推翻政府的風潮與運動，並改為由軍法統治。這項運動與日本帝國陸軍內部的秘密組織櫻會的宗旨目的不謀而合。這些海軍軍官與井上日昭以及由井上所帶領的血盟團搭上線，他們認同井上日昭對於發起昭和復興的看法，並認為「剷除」政府首長與財閥人物是有其必要的。
1932年3月，血盟團事件爆發，井上的人馬原本預定大規模刺殺二十個目標人物，不過最後只刺殺了前任的大藏大臣、立憲民政黨高层井上準之助，以及三井集團的局長團琢磨。

## 計劃與过程
1932年5月15日，日本帝國海軍軍官，日本陸軍候補生，以及民間右翼分子（包括大川周明、頭山滿等人）將策劃已久的暗殺行動重新搬上檯面，以酬血盟團未竟之志。
當時的政變主謀三上卓將參與者分成三隊，分別襲擊總理大臣官邸、内大臣牧野伸显官邸、執政黨立憲政友會的總部、三菱銀行及警視廳還有幾個东京都的變電所，有意使首都東京陷入混亂的狀況。

### 總理官邸

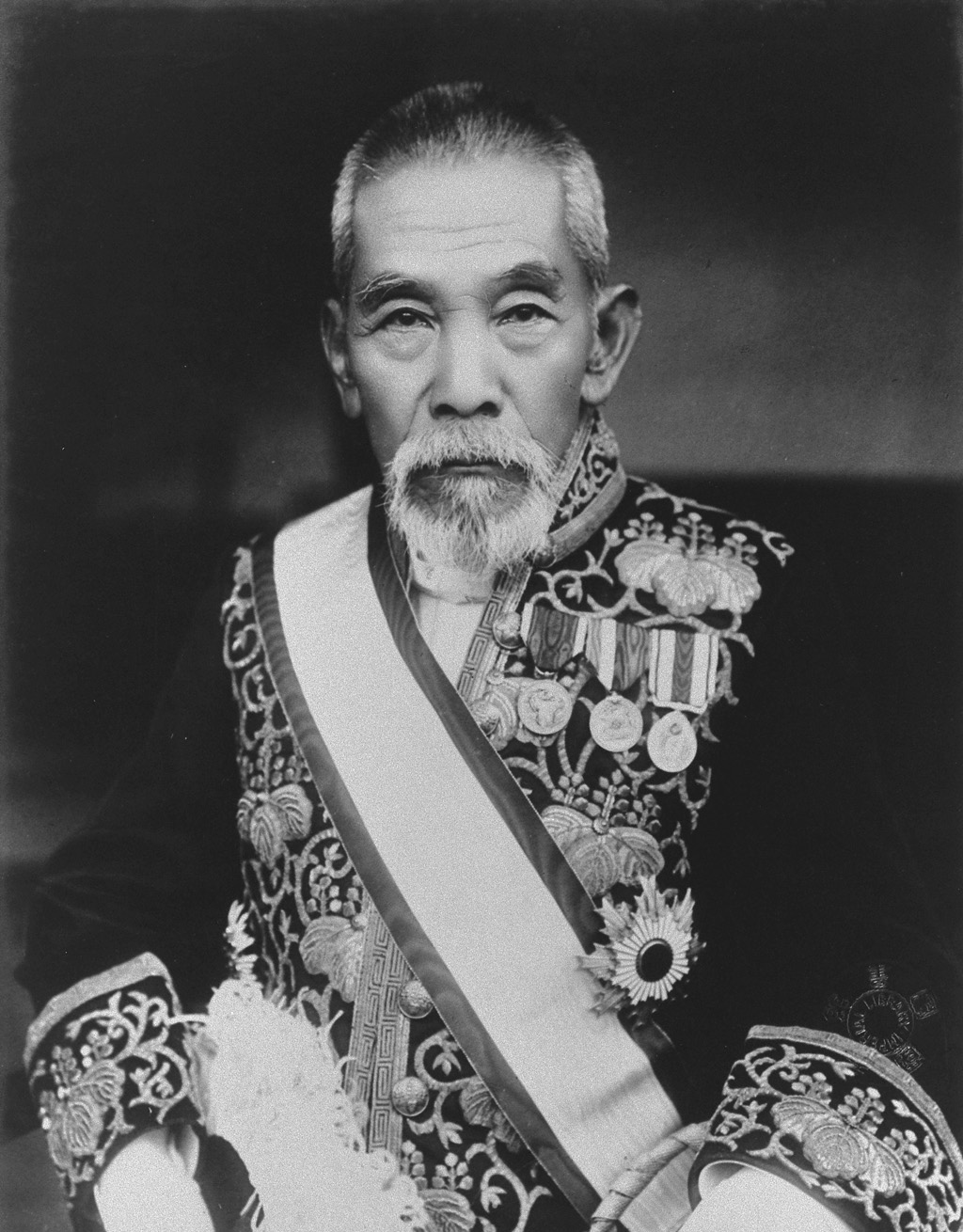
时任内阁总理大臣犬养毅

當時的内阁总理大臣犬养毅就是被11名廿歲出頭的海軍軍官在總理大臣官邸刺殺。臨終前的遺言「有話好說」（話せば分かる）以及刺杀者的答覆「毋須贅言，下手！」（問答無用、撃て!）成為著名語錄。早先的刺殺計畫還包括刺殺著名的諧星查理·卓別林，因为他是“在日本散布颓废文化的元凶”，當時他剛好拜訪日本。不過就在犬养毅不幸遇害的同時，他的三子犬養健正在跟卓別林觀賞相撲而逃過一劫。

### 總理官邸以外

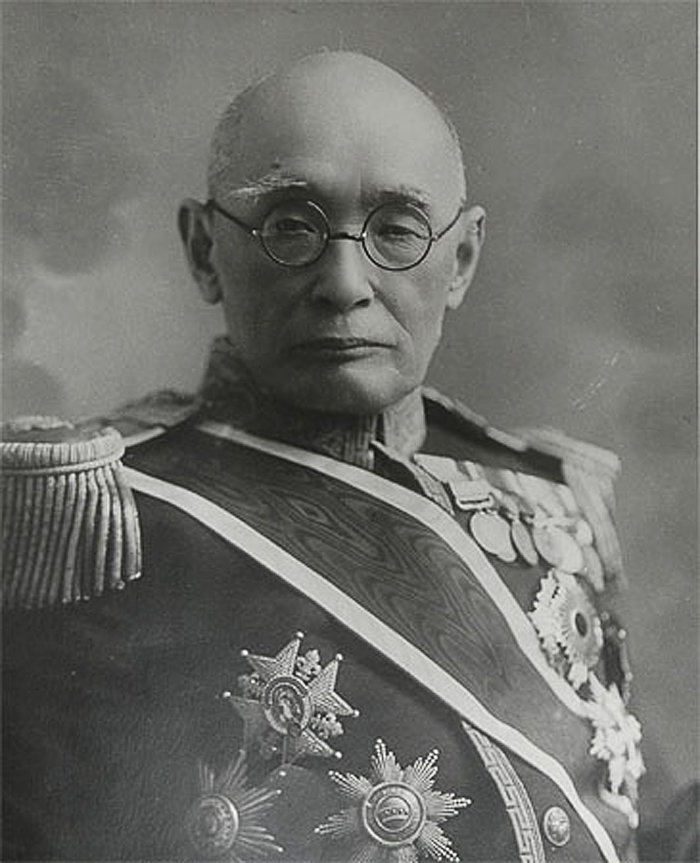
牧野伸显

刺杀者也攻擊了内大臣牧野伸显的住處，還有警视厅，元老、立憲政友会前黨魁西園寺公望的住處與辦公室，對三菱银行還有幾個东京周围變電所投擲手榴彈。

## 審判
由于政变规模小，預謀的政變到頭來還是一無所有；又缺乏建立政权的具体计划，所以完全失敗。發動政變的暴徒事後搭乘計程車到警察總部，被憲兵隊圍起來之後束手就擒。
十一個殺害犬養的兇手遭到軍法起訴；但是，在審判前，一份由三十五萬人以鮮血署名的請願書被送到法庭，請願書是由全日本各地的同情兇手的民眾發起簽署，請求法庭從寬發落。在審判過程中，兇手們利用法庭作為宣傳舞台，「弘揚」他們一片對天皇的赤誠與耿耿忠心，激起大眾更多的同情心，呼籲改革政府與經濟。除了請願書之外，法庭還收到另一份求情書，是由十一位新潟縣的年輕人寄來的。他們請求代替十一位軍官一死，並同時附上十一根手指表示他們的衷意。

## 結果
法院最後從寬發落，媒體也對殺害首相的兇手没关几年就會被放出來表示毫無疑問。五一五事件的结果就是在同年5月26日成立以海军大将斋藤实为首的所谓「举国一致」的内阁，日本政党内阁时代结束。間接地，五一五事件導致了1936年的二二六兵變的發生，以及日本軍國主義的發展。

## 相关人物

### 政变者

#### 總理大臣官邸襲擊隊
- 三上卓：海軍中尉，巡洋艦妙高號船員，以叛亂罪起訴，判處15年有期徒刑。（出獄後，活躍於右翼活動，後與1961年三無事件（日语：三無事件）有關）
- 山岸宏：海軍中尉
- 村山格之：海軍少尉
- 黑岩勇：預備役海軍少尉，以叛亂罪起訴，判處13年有期徒刑。
- 野村三郎：陸軍士官学校學生
- 後藤映範：陸軍士官学校學生
- 篠原市之助：陸軍士官学校學生
- 石關榮：陸軍士官学校學生
- 八木春男：陸軍士官学校學生

#### 内大臣官邸襲擊隊
- 古贺清志：海軍中尉，以叛亂罪起訴，判處15年有期徒刑。
- 坂元兼一：陸軍士官学校學生
- 菅勤：陸軍士官学校學生
- 西川武敏：陸軍士官学校學生
- 池松武志：元陸軍士官学校學生

#### 立憲政友会本部襲擊隊
- 中村义雄：海軍中尉
- 中島忠秋：陸軍士官学校學生
- 金清豊：陸軍士官学校學生
- 吉原政巳：陸軍士官学校學生

#### 民間人士
- 橘孝三郎：「愛鄉塾」負責人，以違反刑法爆裂物取締罰則，殺人罪及殺人未遂罪起訴，判處無期徒刑。
- 大川周明：以叛亂罪起訴，判處5年有期徒刑。
- 本間憲一郎
- 頭山秀三：玄洋社社員。頭山滿的三子。

### 司法界人士
- 高須四郎：海軍横須賀鎮守府軍法會議判士長(主席)・海軍大佐
- 西村琢磨：陸軍第一師團軍法會議判士長・陸軍砲兵中佐
- 神垣秀六：東京地方裁判所裁判長（庭長）・判事（法官）
- 清瀬一郎：辯護人（律師）
- 林逸郎：辯護人
- 花井忠：辯護人

## 相关艺术作品
- 攻壳机动队